# Pönkäsaari (ö i Norra Savolax, Varkaus)
Pönkäsaari är en ö i Finland. Den ligger i sjön Särkijärvi och i kommunen Leppävirta i den ekonomiska regionen  Varkaus ekonomiska region  och landskapet Norra Savolax, i den centrala delen av landet, 300 km nordost om huvudstaden Helsingfors. Öns area är 3,8 hektar och dess största längd är 310 meter i öst-västlig riktning.